# Der Ort des Terrors

Der Ort des Terrors (en français : Le lieu de la terreur) est une encyclopédie en neuf volumes en langue allemande sur les camps de concentration et les camps annexes nazis, publiée entre 2005 et 2009. Le premier volume est centré sur les camps de concentration nazis, les volumes 2 à 7 se concentrent sur plus de 20 camps principaux et environ 1 000 camps annexes.
L'ouvrage, paru entre 2005 et 2009, a été publié par Wolfgang Benz et Barbara Distel chez C. H. Beck à Munich.
La série a été comparée au premier volume de l'Encyclopedia of Camps and Ghettos, 1933–1945, une encyclopédie en langue anglaise sur le même sujet.

## Volumes
1. Die Organisation des Terrors, 2005  (ISBN 3-406-52961-5) .
2. Frühe Lager, Dachau, Emslandlager, 2005  (ISBN 3-406-52962-3)
3. Sachsenhausen, Buchenwald, 2006  (ISBN 3-406-52963-1)
4. Flossenbürg, Mauthausen, Ravensbrück, 2006  (ISBN 3-406-52964-X)
5. Hinzert, Auschwitz, Neuengamme, 2007  (ISBN 978-3-406-52965-8)
6. Natzweiler, Groß-Rosen, Stutthof, 2007  (ISBN 978-3-406-52966-5)
7. Niederhagen / Wewelsburg, Lublin-Majdanek, Arbeitsdorf, Herzogenbusch (Vught), Bergen-Belsen, Mittelbau-Dora, 2008  (ISBN 978-3-406-52967-2)
8. Riga, Warschau, Vaivara, Kaunas, Płaszów, Kulmhof / Chełmno, Bełzec, Sobibór, Treblinka, 2008  (ISBN 978-3-406-57237-1)
9. Arbeitserziehungslager, Ghettos, Jugendschutzlager, Polizeihaftlager, Sonderlager, Zigeunerlager, Zwangsarbeiterlager, 2009  (ISBN 978-3-406-57238-8)